# 중앙바나트구

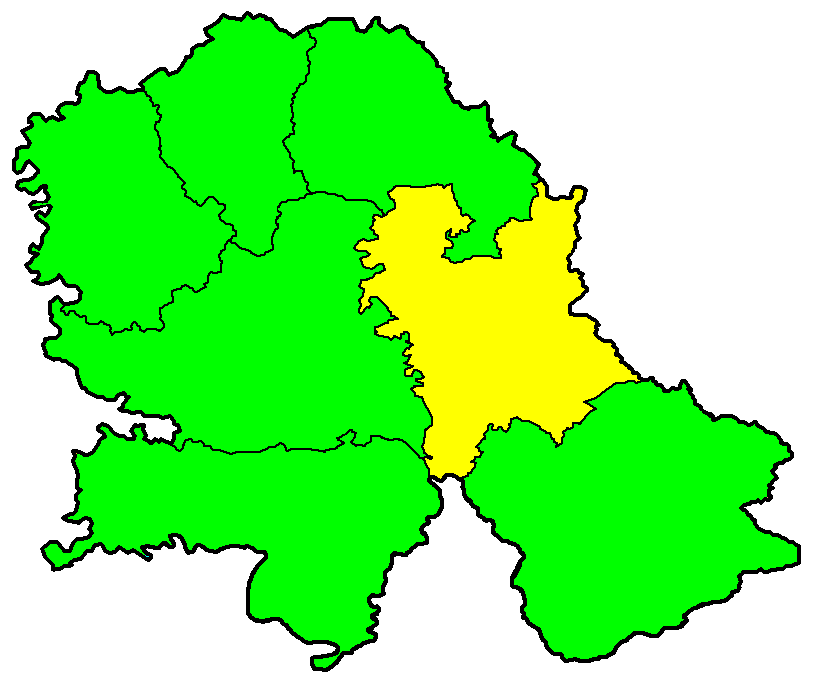
중앙바나트 구의 위치

중앙바나트구(세르비아어: Средњебанатски округ, Srednjebanatski okrug, 크로아티아어: Srednjebanatski okrug, 헝가리어: Közép-bánsági körzet, 슬로바키아어: Sredobanátsky okres, 루마니아어: Districtul Banatul de Central, 루신어: Стредобанатски окрух)는 세르비아 북부에 위치한 구로 보이보디나 자치주 동부에 위치한다. 행정 중심지는 즈레냐닌이며 면적은 3,256km2, 인구는 208,456명(2002년 인구 조사 기준), 인구 밀도는 64.0명/km2이다. 지리적으로는 바나트 지방에 속하며 동쪽으로는 루마니아와 국경을 접한다.

## 지방 자치체

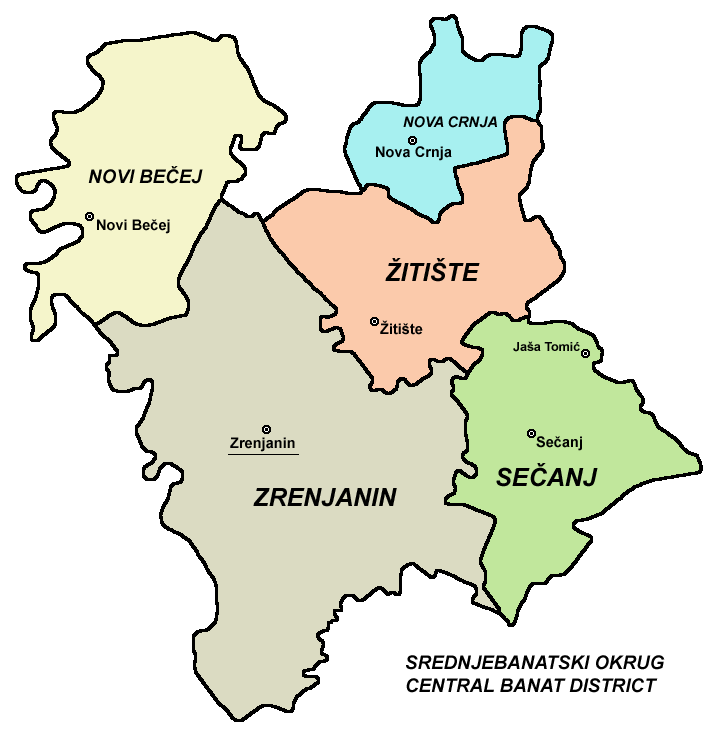
지방 자치체

5개 지방 자치체와 4개 군, 51개 마을을 관할한다.
- 노비베체이 (Novi Bečej)
- 노바츠르냐 (Nova Crnja)
- 지티슈테 (Žitište)
- 세찬 (Sečanj)
- 즈레냐닌 (Zrenjanin)

## 인구

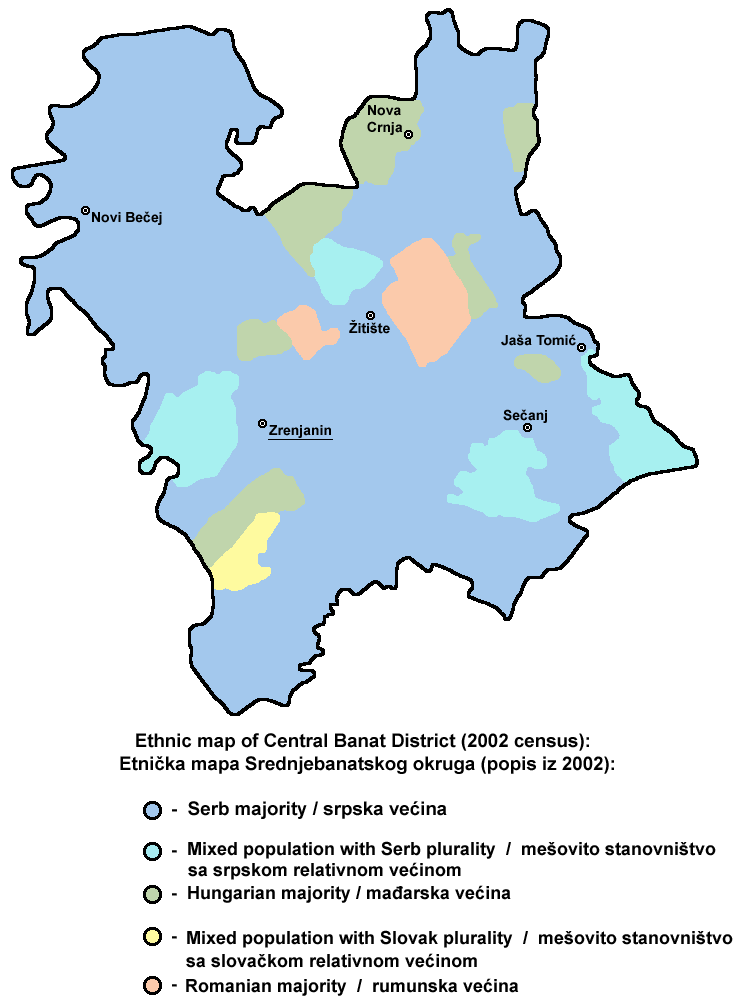
민족 분포 (2002년 인구 조사 기준)

인구와 민족 분포는 2002년 인구 조사를 기준으로 한다.
- 세르비아인: 150,794명 (72.33%)
- 헝가리인: 27,842명 (13.35%)
- 로마인: 5,682명 (2.72%)
- 루마니아인: 5,156명 (2.47%)
- 유고슬라브인: 3,759명 (1.8%)
- 슬로바키아인: 2,495명 (1.19%)
- 그 외의 민족

| 연도  | 인구    | ±% p.a. |
| ----- | ------- | ------- |
| 1948  | 218,821 | —       |
| 1953  | 221,667 | +0.26%  |
| 1961  | 229,812 | +0.45%  |
| 1971  | 231,486 | +0.07%  |
| 1981  | 230,962 | −0.02%  |
| 1991  | 221,353 | −0.42%  |
| 2002  | 208,456 | −0.54%  |
| 2011  | 187,667 | −1.16%  |
| 출처: |         |         |

## 같이 보기
- 세르비아의 행정 구역